# Csorba Ilona
Csorba Ilona (Nekézseny, 1938. augusztus 18. – 2018. május 25. előtt) magyar színésznő, a nyíregyházi Móricz Zsigmond Színház örökös tagja.

## Életpályája
Nekézsenyben született 1938. augusztus 18-án. Pályáját 1963-ban kezdte az egri Gárdonyi Géza Színházban. 1966–67-ben a Miskolci Nemzeti Színházban játszott. 1968-tól két évadot a kaposvári Csiky Gergely Színházban töltött. 1970-től ismét a Miskolci Nemzeti Színház színésznője volt. Itt primadonnaként számos operett főszerepet eljátszott. Partnerei voltak többek között Poór Péter, Szabadi László, és Simándy József is. 1981-től a nyíregyházi Móricz Zsigmond Színház művésze, alapító tagja. Verebes István, aki az 1990-es évek közepén a színház igazgatója, rendezője volt, ha csak lehetett, minden darabba beiktattatott számára egy zenei betétet, mert a közönség nagyon szerette az énekhangját. 2007-ig, nyugdíjba vonulásáig játszott. A nyíregyházi Móricz Zsigmond Színház örökös tagja.

## Magánélete
Élete végén Nekézsenyben a szülői házban élt. Férje, a 2005-ben elhunyt Vass László színész, énekes. Fiuk: Gábor.

## Fontosabb színházi szerepei
- Leo Fall: Sztambul rózsája... Fatime
- Kaszó Elek – Tóth Miklós – Hajdú Júlia: Füredi komédiások... Bécsi dáma
- Lajtai Lajos - Kellér Dezső: Három tavasz... Feleség
- Móricz Zsigmond: Úri muri... Trézsi
- Móricz Zsigmond: Nem élhetek muzsikaszó nélkül... Borcsa
- Móricz Zsigmond - Venyige Sándor: Tündérkert... Bebek Sára
- Molnár Ferenc: Józsi... Dada
- Jaroslav Hašek: Svejk... több szerep
- Bohumil Hrabal: Gyöngéd barbár... Mária
- Bohumil Hrabal: Harlekin milliói... Szemlélődő öregasszony
- Szép Ernő: Patika... Ignácné
- William Shakespeare: Rómeó és Júlia... Montague-né
- William Shakespeare: Tévedések vígjátéka... Emília (Artemisz papnője)
- William Shakespeare: Szentivánéji álom... Mustármag (tündér)
- Füst Milán: A sanda bohóc... Aranka, medveidomár
- Peter Weiss: Marat/Sade... Coulmerné
- Alfred Jarry: Übü király... Anyakirályné
- Fejes Endre - Presser Gábor - Sztevanovity Dusán: Jó estét nyár, jó estét szerelem... Hűvösné
- Johann Strauss: A cigánybáró... Arzéna
- Johann Strauss: A denevér... Rosalinda
- Jacobi Viktor: Sybill... Nagyhercegnő
- Jacobi Viktor: Leányvásár... Lucy
- Lehár Ferenc: A víg özvegy... Valencienne
- Lehár Ferenc: Luxemburg grófja... Angéle
- Carl Zeller: A madarász... Mária
- Franz von Suppé: Boccaccio... Izabella
- Jacques Offenbach: Szép Heléna... Heléna, Junó
- Oscar Straus: Varázskeringő... Helena, Joachim leánya
- Karl Millöcker: A koldusdiák... Laura
- Mitch Leigh - Dale Wasserman - Joe Darion: : La Mancha lovagja... Antonia
- Valentyin Petrovics Katajev - Aldobolyi Nagy György: Bolond vasárnap... Róza Zürcseva
- Eugène Ionesco: Rinocéroszok... Fűszeresné
- Franz Grillparzer: Bancbanus... Kamaraénekesnő
- Thornton Wilder: A mi kis városunk... Mrs. Soames
- Joseph Stein — Jerry Bock — Sheldon Harnick: Hegedűs a háztetőn... Fruma Sára
- Rudyard Kipling - Békés Pál - Dés László - Geszti Péter: A dzsungel könyve... A Varázsló felesége
- Edmond Rostand: Cyrano de Bergerac... Duenna
- Tennessee Williams: Orpheusz alászáll... Dolly Hamma
- George Bernard Shaw: Pygmalion... Mrs. Eynsford Hill:
- Stephen Schwartz: Pippin... Fastrada
- Lilian Hellman: A kis rókák... Rose
- Fjodor Mihajlovics Dosztojevszkij: Férj az ágy alatt... Tábornokné
- Kornis Mihály: Halleluja... Anyós
- Barta Lajos: Szerelem... Fuchsné